# 第21回寬仁親王牌・世界選手権記念トーナメント
第21回寬仁親王牌・世界選手権記念トーナメント（だい21かい ともひとしんのうはい・せかいせんしゅけんきねんとーなめんと）は、2012年7月13日から16日まで、弥彦競輪場で開催された競輪のGI競走である。

## 喪章着用
当年6月6日に薨去した寬仁親王を追悼し、開会式において黙祷の実施、開催期間中の半旗掲揚、出場選手及び関係者による喪章の着用を行った。

## 決勝戦

### 競走成績
- 7月16日（月・祝）[2]
- 誘導員…阿部康雄（新潟）

| 着順 | 車番 | 選手       | 登録地 | 着差     | 決まり手 | 上がり(秒) | H/B | 特記 |
| ---- | ---- | ---------- | ------ | -------- | -------- | ---------- | --- | ---- |
| 1    | 5    | 佐藤友和   | 岩手   |          | 差し     | 11.0       |     |      |
| 2    | 1    | 長塚智広   | 茨城   | 3/4車身  | 差し     | 10.9       |     |      |
| 3    | 4    | 村上博幸   | 京都   | 1/2車輪  |          | 11.2       |     |      |
| 4    | 2    | 深谷知広   | 愛知   | 1/2車身  |          | 10.9       |     |      |
| 5    | 7    | 稲垣裕之   | 京都   | 3/4車身  |          | 11.4       | B   |      |
| 6    | 9    | 矢口啓一郎 | 群馬   | 4車身    |          | 11.3       |     |      |
| 7    | 3    | 脇本雄太   | 福井   | 1車身1/2 |          | 11.6       |     |      |
| 8    | 6    | 市田佳寿浩 | 福井   | 3/4車身  |          | 11.5       |     |      |
| 9    | 8    | 川村晃司   | 京都   | 大差     |          | 13.9       | H   |      |

### 配当金額
| 枠番二連勝複式 | 1=4   | 1630円  |
| 枠番二連勝単式 | 4-1   | 2490円  |
| 車番二連勝複式 | 1=5   | 2640円  |
| 車番二連勝単式 | 4-1   | 4270円  |
| 三連勝複式     | 1=4=5 | 5890円  |
| 三連勝単式     | 5-1-4 | 33730円 |
| ワイド         | 1=5   | 860円   |
| ワイド         | 4=5   | 550円   |
| ワイド         | 1=4   | 1110円  |

### レース概略
赤板で川村が前を押さえて打鐘先行。2角手前から稲垣が番手捲りを打ち、村上が追走。この後位の佐藤が4コーナーから直線で抜け出して、GI2勝目を挙げた。2着は長塚。3着は深谷との写真判定で村上。

## 特記事項
- 前年に続き決勝戦の地上波中継は、新潟放送と群馬テレビ[4]がBS日テレ制作の中継を放送した。

- 四日間の総売上は103億2362万6300円となり目標の105億円はクリア出来なかったが、前年より8220万1600円増加した。